# Gregg Berhalter
Gregg Berhalter (født 1. august 1973 i Englewood, New Jersey, USA) er en tidligere amerikansk fodboldspiller og nuværende træner for Columbus Crew, der spillede som forsvarsspiller. Han nåede igennem karrieren at spille for klubbber som Raleigh Express og Los Angeles Galaxy i hjemmelandet, for FC Zwolle, Sparta Rotterdam og Cambuur i Holland, Energie Cottbus og 1860 München i Tyskland samt Crystal Palace i England.

## Landshold
Berhalter spillede i sin tid som landsholdsspiller (1994-2006) at spille 44 kampe for USA, som han debuterede for den 15. oktober 1994 i et opgør mod Saudi-Arabien. Han repræsenterede sit land ved både VM i 2002, hvor USA nåede kvartfinalerne, samt ved VM i 2006, hvor holdet blev slået ud i den indledende runde.

## Træner karriere
Efter at have været assistent træner for Los Angeles Galaxy i en sæson, blev han cheftræner for den svenske klub Hammarby IF. 
Berhalter har en historisk rekord som træner, som lyder således: han er den første amerikanske træner der er træner for et professionelt hold i Europa.